# Kuehne + Nagel
Kuehne + Nagel International AG und Co. (ibland även Kühne + Nagel), är ett globalt transport- och logistikföretag med huvudkontor i Schindellegi, Schweiz.
Företaget grundades 1890 i Bremen, Tyskland, av August Kühne och Friedrich Nagel. Kuehne + Nagel är en av världens ledande speditörer, som står för nästan 15% av världens luft- och sjöfartsverksamhet genom intäkter, före Danzas, DB Schenker och Panalpina. Sedan 2017 har det mer än 1 200 kontor i över 100 länder, med över 70 000 anställda.